# Llista de Creus de Sant Jordi/2015/Persones

#### Persones
Informació actualitzada per un bot. Els canvis manuals es perdran quan s'actualitzi!
| Persona                         | Wikidata  | Descripció                                           | Ocupació                                                                                  | Imatge |
| ------------------------------- | --------- | ---------------------------------------------------- | ----------------------------------------------------------------------------------------- | ------ |
| Mercè Sampietro i Marro         | Q649887   | actriu catalana                                      | actor director de cinema guionista                                                        |        |
| Emma Vilarasau Tomàs            | Q2372851  | actriu catalana de teatre, cinema i televisió        | actor                                                                                     |        |
| Lluís Pasqual i Sánchez         | Q3753135  | director de teatre català                            | director de teatre realitzador                                                            |        |
| Anna Soler-Pont                 | Q4767496  | escriptora espanyola                                 | escriptor                                                                                 |        |
| Peter Bush                      | Q7173092  | traductor anglès                                     | lingüista traductor mestre d'escola professor d'universitat                               |        |
| Joan Pera i Segura              | Q9012015  | actor català de teatre, televisió, cinema i doblatge | actor de teatre actor de doblatge director de doblatge actor de cinema actor de televisió |        |
| Maria Teresa Cabré i Castellví  | Q9028884  | lingüista i filòloga catalana                        | lingüista terminòleg professor d'universitat                                              |        |
| Llorenç Sànchez i Vilanova      | Q11933526 | Escriptor i activista català                         | escriptor                                                                                 |        |
| Ramon Coll i Huguet             | Q11944575 | pianista menorquí                                    | pianista                                                                                  |        |
| Jordi Aguadé i Clos             | Q16161208 | ceramista català                                     | ceramista                                                                                 |        |
| Llibert Cuatrecasas i Membrado  | Q16190203 | economista i polític català                          | polític                                                                                   |        |
| Jesús Massip i Fonollosa        | Q17715195 | arxiver, historiador i poeta català                  | historiador poeta arxiver escriptor                                                       |        |
| Agustí Pons i Mir               | Q19289421 | periodista català                                    | periodista escriptor                                                                      |        |
| Carles Vallbona i Calbó         | Q19290114 | metge català                                         | metge                                                                                     |        |
| Miquel Vilardell i Tarrés       | Q19301261 | metge català                                         | metge professor d'universitat                                                             |        |
| Carles Vilarrubí i Carrió       | Q19998122 | empresari català                                     | empresari porter d'hoquei sobre herba porter d'hoquei gel alt càrrec                      |        |
| Eudald Maideu i Puig            | Q19999413 | metge espanyol                                       | metge                                                                                     |        |
| Jacint Mora i Obrador           | Q20003295 | empresari espanyol                                   | empresari                                                                                 |        |
| Joan de Muga Dòria              | Q20003472 | galerista i editor català                            | galerista editor                                                                          |        |
| Josep Maria Aragonès i Rebollar | Q20004637 | sacerdot, escriptor i activista cultural català      | sacerdot                                                                                  |        |
| Josep Miquel Aixalà i Martí     | Q20004691 |                                                      | realitzador de cinema o televisió                                                         |        |
| Lluís Coromina Isern            | Q20005088 | empresari català                                     | empresari filantrop                                                                       |        |
| Manuel Antoni Condeminas Hughes | Q20005387 | empresari i diplomàtic català                        | empresari diplomàtic                                                                      |        |
| Vicenta Pallarès i Castelló     | Q20101412 | activista cultural i cívica catalana                 | activista                                                                                 |        |
| Philippe Saman                  | Q20101734 |                                                      | diplomàtic                                                                                |        |
| Francesc Xavier Vilamala i Vilà | Q20102209 | forner català                                        |                                                                                           |        |